# Каун, Александр Самуилович
Александр Самуилович Каун (англ. Alexander Kaun; 30 октября (11 ноября) 1889, Чернигов, Российская империя — 22 июня 1944) — американский литературовед российского происхождения.
Внук директора виленского раввинского училища, сын учителя древнееврейского языка. Вырос в России, в 1905—1907 гг. учился в Санкт-Петербурге. В неполных 20 лет эмигрировал в США, в 1909—1916 гг. преподавал иврит в Чикаго, одновременно с 1913 г. обучаясь в Чикагском университете. С 1912 г. активно печатался в американской прессе как рецензент, эссеист, автор короткой прозы, перевёл на английский язык двухтомный курс русской истории XIX века А. А. Корнилова. В 1916 г., получив степень бакалавра, отправился для продолжения образования в Калифорнийский университет в Беркли, с которым и была связана вся его дальнейшая карьера. Здесь Каун защитил сперва магистерскую, а затем (1923) докторскую диссертацию; эта последняя в переработанном виде была издана как монография «Леонид Андреев, критический очерк» (англ. Leonid Andreyev, a Critical Study; 1924). В Калифорнийском университете Каун преподавал до конца жизни, а с 1942 г. заведовал отделением славистики. Кроме того, с 1933 г. Каун был соредактором ежеквартального издания «Books Abroad», для которого рецензировал множество русских и советских изданий. Вторая книга Кауна, «Максим Горький и его Россия» (англ. Maxim Gorky and His Russia), вышла в 1931 году, а третья, «Советские поэты и поэзия» (англ. Soviet Poets and Poetry), — в 1943 году, незадолго до его внезапной смерти от инфаркта. Официальный некролог от Калифорнийского университета утверждал, что Каун, возможно, был лучшим в США знатоком новейшей русской литературы. О своей встрече с Кауном в 1931 г. упоминает Давид Бурлюк, замечая, что он при этой встрече нарисовал портрет Кауна.